# دانيل نيميث
دانيل نيميث (بالمجرية: Németh Dániel)‏ هو لاعب كرة قدم مجري، ولد في 9 أكتوبر 2003 في ديونديوش ‏ في المجر.